# Världsungdomskonferensen
Världsungdomskonferensen var en konferens sammankallad på initiativ av Världsungdomsrådet, den 10 november 1945. På denna samlades representanter för 30 miljoner ungdomar i 63 länder, och grundade Demokratisk Ungdoms Världsfederation.